# Twyford (Hampshire)
Twyford is een civil parish in het bestuurlijke gebied Winchester, in het Engelse graafschap Hampshire met 1589 inwoners.